# Haitou (köpinghuvudort i Kina, Jiangsu Sheng, lat 34,93, long 119,17)
Haitou är en köpinghuvudort i Kina. Den ligger i provinsen Jiangsu, i den östra delen av landet, omkring 320 kilometer norr om provinshuvudstaden Nanjing. Antalet invånare är 71 419. Befolkningen består av 36 603 kvinnor och 34 816 män. Barn under 15 år utgör 21,0 %, vuxna 15-64 år 68 %, och äldre över 65 år 10,0 %.
Haitou är det största samhället i trakten. 
Genomsnittlig årsnederbörd är 1 098 millimeter. Den regnigaste månaden är juli, med i genomsnitt 341 mm nederbörd, och den torraste är januari, med 10 mm nederbörd.